# Lichnanthe vulpina
Lichnanthe vulpina là một loài bọ cánh cứng trong họ Glaphyridae. Loài này được Hentz miêu tả khoa học năm 1827.